# Parc de l'Indépendance

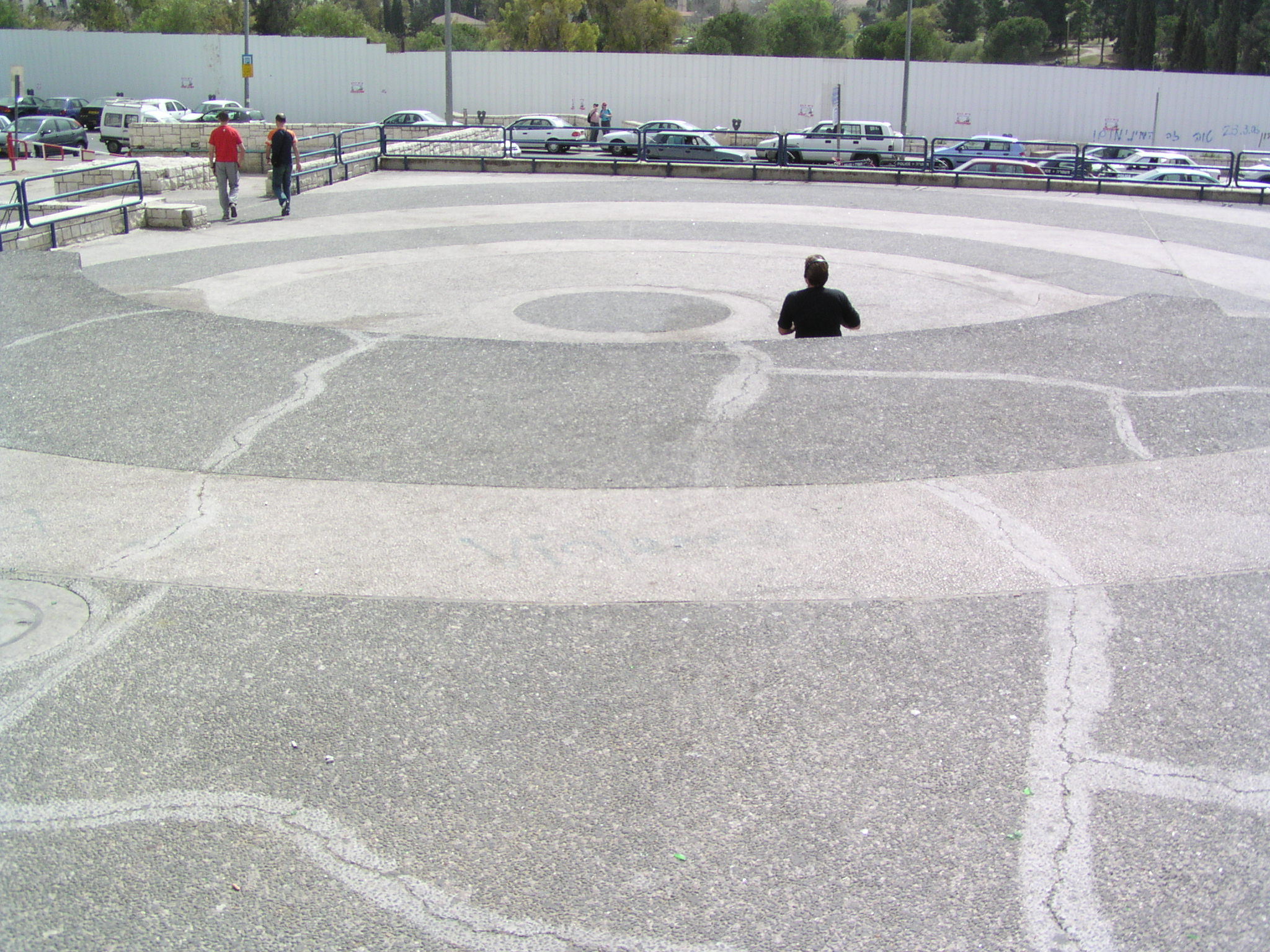
La place aux chats

Le parc de l’Indépendance (hébreu : גן העצמאות, Gan Ha’atzmaut) est un parc urbain situé dans le centre de Jérusalem en Israël. Il s’étend entre la rue King Georges à l’ouest, la rue Gershon Agron et la place de France au sud, la rue Hillel au nord, la rue Menasheh ben Israël et l’ancien cimetière de Mamilla (he) à l’est.
Le parc est situé à l’emplacement d’un « terrain vague » à l’époque du mandat britannique qui constituait une séparation entre le centre juif de Jérusalem au nord et les secteurs habités par des Arabes et des membres de l’administration britannique au sud (dont l’hôtel King David).
Mais ce qui est présenté comme un « terrain vague » selon la version officielle était en réalité le cimetière musulman de Mamilla comme l'indique cette carte de 1946. Des rangées de tombes sont encore visibles juste à côté de l'hôtel Plaza démontrant que le cimetière s'étendait bien d'un bout à l'autre de cet espace au milieu duquel a été aménagé le Parc. 

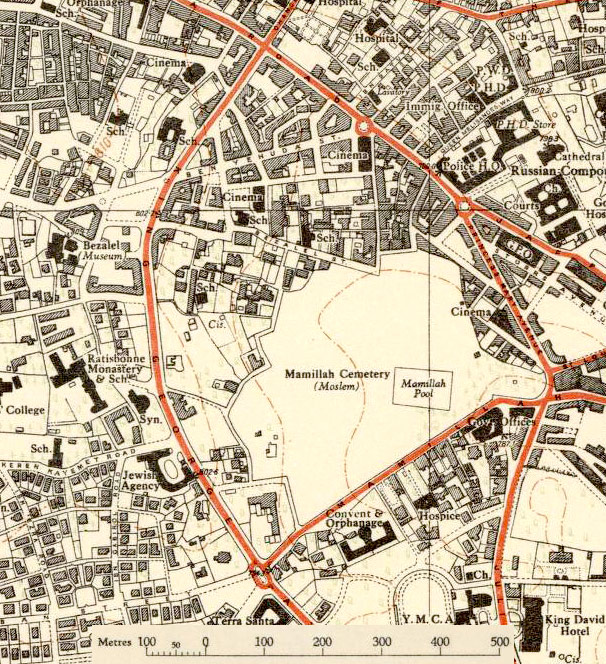

Après la guerre d’indépendance d’Israël, des travaux sont entrepris pour détruire les tombes du cimetière au bulldozer et transformer le lieu en un parc public à proximité des quartiers d’affaires de la ville. Le parc est inauguré en 1959. Il est rénové dans les années 1990. Sa principale attraction est la caverne du lion (he) dont l’entrée est murée.
Le parc est aujourd’hui un des principaux lieux de détente et de promenade dans le centre de Jérusalem. Des musiciens et des artistes se produisent dans le parc. La résidence du Premier ministre israélien étant située à proximité, l’accès au parc est parfois interdit. 
À l’instar du parc de l’Indépendance (he) de Tel Aviv, il est connu comme le principal lieu de rendez-vous gay de la ville. Il sert également de point de départ ou d’arrivée pour la Gay Pride de Jérusalem.